# Dendrolagus
Dendrolagus é um gênero marsupial da família Macropodidae. Os animais desse grupo são chamados de canguru-arborícola, pois vivem em árvores em regiões montanhosas e se alimentam de frutos e folhas. Este pequeno canguru tem uma pelagem espessa que o protege das chuvas tropicais. Essa espécie vive nas copas das árvores das florestas nas montanhas de Queensland, no nordeste da Austrália. Os cangurus-arborícolas incluem os grupos de espécies de marsupiais que vivem em árvores. Os outros são os coalas e os gambás.

## Espécies
- Dendrolagus bennettianus de Vis, 1887
- Dendrolagus dorianus Ramsay, 1883
- Dendrolagus goodfellowi Thomas, 1908
- Dendrolagus inustus Müller, 1840
- Dendrolagus lumholtzi Collett, 1884
- Dendrolagus matschiei Forster & Rothschild, 1907
- Dendrolagus mayri Rothschild & Dollman, 1933
- Dendrolagus mbaiso Flannery, Boeadi & Szalay, 1995
- Dendrolagus pulcherrimus Flannery, 1993
- Dendrolagus scottae Flannery & Seri, 1990
- Dendrolagus spadix Troughton & Le Souef, 1936
- Dendrolagus stellarum Flannery & Seri, 1990
- Dendrolagus ursinus (Temminck, 1836)